# Четири стаи
„Четири стаи“ (на английски: Four Rooms) е американска комедия от 1995 година, състоящ се от четири епизода, всеки с различен режисьор и сценарист (Алисън Андерс, Александър Рокуел, Робърт Родригес и Куентин Тарантино), но с участието на един и същи герой – портиерът Тед.

## Сюжет
Внимание:  Текстът по-долу разкрива сюжета на произведението (или части от него)!
В навечерието на Нова година старият портиер Сам, който е служил 50 години в хотел „Монсеньор“, се пенсионира и дава прощални съвети на Тед, неговия млад заместник: „Стой далеч от нощни сови, деца, курви. И не се намесвай в спор между съпруг и съпруга… И още нещо – дръж си онази работа в гащите.“ Сам напуска хотела, а Тед започва луда новогодишна нощ, която ще се проведе в 4 стаи на хотела.

### Епизод „Липсващата съставка“ (The Missing Ingredient)
В младоженския апартамент една по една пристигат 6 вещици. Те искат да извършат определена церемония, в резултат на която богинята Диана, тяхната любовница, превърната в камък, трябва да бъде възкресена. Вещиците се приближават до ваната, която е в центъра на стаята, и произнасят думите на магическо заклинание, редувайки се да изливат „магьоснически съставки“ във ваната, за да премахнат проклятието: мъжки сълзи, пот на влюбени двойки и т.н. Но последната вещица, най-младата и неопитна, изведнъж със сълзи признава, че е загубила компонента, който е трябвало да достави – сперма, която Ева глътнала по време на орален секс с приятел. Вещиците са ужасени – ако церемонията не бъде извършена сега, ще бъде възможно да се направи пак след стотици години! Неочакваният спасител е Тед, който влиза в стаята. Най-голямата от вещиците дава на портиера 50 долара и го моли да „помогне на нашата малка Ева“. Младата магьосница обяснява на Тед от какво точно се нуждае, а той панически иска да избяга от стаята, но Ева, използвайки магически заклинания, съблазнява Тед и получава липсващата съставка. Вещиците завършват церемонията, а от разбития камък се появява богинята Диана.
Тед също е доволен – той е спал с красиво момиче, взел е 50 долара, но е нарушил една от заповедите на Сам – „дръж си онази работа в гащите“.

### Епизод „Грешният човек“ (The Wrong Man)
Тълпа от хора се забавляват в една от хотелските стаи (404) и един от участниците се обажда на Тед с молба да донесе лед. Тед греши както с етажа, така и със стаята и попада в стая 409, където открива полугол мъж с пистолет и завързаната му съпруга. Зигфрид и Анджела са започнали ролева игра и вярват, че Тед е специално наетия за това мъжки ескорт, а нищо неподозиращият рецепционист смята това положение за чиста истина. В разгара на „играта“ Зигфрид получава припадък, той иска нитроглицерин и пада в безсъзнание, а Тед, като не намира нищо в аптечката, безуспешно се опитва да излезе през прозореца на банята. Уви, опитът за бягство се проваля и освен това един от онези, които го молят да донесе лед в стая 404, повръща върху Тед. Завръщайки се в стаята, Тед с дълбоко облекчение установява, че „атаката“ на Зигфрид е била измама и той просто е искал да разбере колко много се тревожи Анджела за съпруга си. Вбесена от тази „проверка“, Анджела започва да „обижда“ Зигфрид с прякорите на неговия „репродуктивен орган“, а Тед, възползвайки се от ситуацията, избягва. Вече в коридора портиерът среща друг човек, който влиза в стая 409 и всичко започва отначало.
Тед изпитва голямо облекчение: измъкна се от неприятна история, но неволно отново наруши една от заповедите на Сам – „не се замесвай в спор между съпруг и съпруга“.

### Епизод „Неправилното поведение“ (The Misbehavers)
В една от хотелските стаи някакъв мексикански бандит и съпругата му се приготвят за новогодишно парти. Те не искат да водят децата си със себе си, защото ще им попречи да се забавляват „докрай“ и затова бандитът кани портиера, който внезапно се появява под ръка, да гледа децата през цялото време на новогодишната нощ. В резултат на пазарлъка мексиканецът и Тед се договарят за сумата от 500 долара за услугата. Преди да замине, строгият баща дава на децата си сурови инструкции, изброявайки какво абсолютно не трябва да правят.
Разбира се веднага след като родителите излизат, „примерните“ деца започват да се държат лошо: те рисуват мишени на стената, хвърлят върху тях използвана спринцовка, пушат, пият шампанско и гледат еротична програма по телевизията. Освен това децата през цялото време усещат, че нещо в стаята смърди. Тед се опитва да ги сложи в леглото и дори намазва ментол върху клепачите им, така че децата да лежат в леглото със затворени очи. Но това не помага: децата отмиват мехлема и продължават да са непослушни. В търсене на източника на вонята, те решават да преместят матрака на леглото и започват да крещят силно от ужас: под матрака лежи мъртво момиче, което вече е започнало да се разлага и мирише!
Децата се обаждат в паника на Тед и той бързо изтичва до стаята им, тъй като на прага на хотела вече се е появил мексиканския бандит, носещ пияната до безсъзнание съпруга. След като се качва в стаята и наистина намира трупа, Тед незабавно се обажда в полицията, крещейки в паника за „мъртва курва в леглото“. Момичето, което по някаква причина е много обидено от думите на Тед за мъртвите, забива намерената спринцовка в крака на портиера. В този момент се отваря вратата на стаята и шокираният мексиканец вижда следното: Тед, стискащ спринцовка с една ръка, а с другата ръка държи крака на мъртва проститутка; дъщеря, държаща бутилка алкохол в ръце; пушещ син; полугола танцуваща красавица се показва по телевизията и в стаята започва огън. Разбойникът пуска жена си на пода и задава риторичен въпрос на Тед: „Да не бяха палави?“
Този път приключението на Тед се оказва много неприятно, въпреки че самият той е виновен, тъй като за 500 долара той наруши друга от заповедите на Сам – „стой далеч от деца“.

### Епизод „Човекът от Холивуд“ (The Man from Hollywood)
Връщайки се на рецепцията Тед, който вече е полудял от случващото се, се опитва да се обади на администратора на хотела – Бети. Но вместо Бети, която е заспала от алкохол и наркотици, Тед започва да общува с някаква Маргарет, съвсем непознато момиче, което се намира в апартамента на Бети. Тед ѝ разказва за епизода с вещиците и епизода със съпруга и съпругата. Тогава Бети, която се събужда, вдига телефона, а Тед, след като е разказал за епизода с децата, информира шефа си за своята оставка. Но в този момент се звъни от мезонета, където се намира най-важният гост на хотел „Монсиньор“, световноизвестният режисьор Честър Ръш! Бети умолява Тед да отговори на обаждането и Тед неохотно се съгласява да изпълни искането на Бети. Оказва се, че Ръш спешно се нуждае от доста необичаен набор от предмети.
Тед донася следните неща: чиле от канап, пирони, дъска за рязане, кофа лед, нож за рязане и две ястия – поничка и сандвич с миди. Вече в стаята, Тед намира Честър Ръш, приятелите му Норман и Лео и – за негова изненада – Анджела, която срещна по-рано в стая 409.
След като Ръш представя Тед на приятелите си, той кани портиера да участва в игра, описана в историята „Човекът от юга“ от писателя Роалд Дал. Норман залага палеца си срещу колата на Честър, че ще запали късметлийската си запалка Zippo 10 пъти подред, без пропуск. Тъй като няма кой да поеме ролята на „палач“, Ръш предлага ролята на Тед. Портиерът веднага отказва да участва и е на път да си тръгне, но Ръш му предлага 100 долара, само за да го изслуша. В рамките на една минута пъстър монолог, Ръш убеждава Тед да стане „палач“ и да получи допълнителни 1000 долара за него. Запалката не запалва още от първия път и Тед моментално отрязва пръста на Норман. Отрязаният пръст остава на дъската за рязане, Норман крещи от болка, а след това, заедно с Честър и Лео, хуква към асансьора, за да отиде при хирург, който да опита да му зашие пръста обратно. Тед грабва пачката пари с ловко движение на ръката и под виковете на Норман напуска мезонета.
Последното новогодишно приключение на Тед се оказва най-приятното – той спечели 1100 долара, въпреки че на финала отново наруши една от заповедите на Сам – „стой далеч от нощните сови“.

## Актьорски състав
- Тим Рот – Тед, младият портиер
- Марк Лорънс – Сам, старият портиер, който се пенсионира

Епизод „Липсващата съставка“ (The Missing Ingredient)
- Сами Дейвис – вещица Джезабел
- Валерия Голино – вещица Атина
- Мадона – вещица Елспет
- Айони Скай – вещица Ева
- Лили Тейлър – вещица Гарван
- Алисия Уит – вещица Кива
- Аманда де Каденет – богинята Диана

Епизод „Грешният човек“ (The Wrong Man)
- Дейвид Провал – Зигфрид
- Дженифър Бийлс – Анджела
- Лорънс Бендер – измет от юпи с дълга коса
- Пол Скемп – истинският Теодор
- Куин Томас Хелърман – бебе рецепционист

Епизод „Неправилните поведение“ (The Misbehavers)
- Антонио Бандерас – съпруг
- Тамлин Томита – съпруга
- Лана Макисак – Сара
- Дани Вердуско – Хуанчо
- Патриша Воне – мъртва проститутка
- Салма Хайек – танцуващо момиче по телевизията

Епизод „Човекът от Холивуд“ (The Man from Hollywood)
- Кати Грифин – Бети
- Мариса Томей – Маргарет
- Джули Макклийн – червенокосото момиче отляво
- Лора Ръш – червенокосото момиче отдясно
- Куентин Тарантино – режисьорът Честър Ръш
- Дженифър Бийлс – Анджела
- Пол Калдерон – Норман
- Брус Уилис – Лео (не е посочен в надписите)
- Кимбърли Блеър – Хукър (не е посочен в надписите)

## Интересни факти
- Съгласно действащите правила в американската филмова индустрия, актьор, който е заснет безплатно, не трябва да се споменава в кредитите. Ето защо Брус Уилис, който участва в епизода „Човекът от Холивуд“, така и не се появява в кредитите на филма.
- Когато портиерът Тед отговаря на обаждането от мексикански бандит в „Неправилното поведение“ до телефонното табло се вижда пакет цигари от „Red Apple“. Тази измислена марка цигари се появява в почти всички филми на Тарантино.
- Мъртвата проститутка, намерена под матрака от децата в епизода „Неправилното поведение“, се играе от Патриша Воне, сестра на режисьора Робърт Родригес, който заснема епизода.
- В епизода „Човекът от Холивуд“ се разиграва автомобил Chevrolet Malibu от 1964 г. Такава кола е на Куентин Тарантино и е открадната по време на снимките на филма „Криминале“.
- Дженифър Бийлс, която по това време е съпруга на режисьора на този епизод Александър Рокуел, изиграва ролята на съпругата в епизода „Грешният човек“.
- Ролята на Тед първоначално е написана за актьора Стив Бушеми.
- Сценарият за епизода „Човекът от Холивуд“ е базиран на разказа „Човекът от юга“ на Роалд Дал.
- Робърт Родригес и Антонио Бандерас заснемат своя епизод от филма седмица след снимките на „Отчаяни“.
- В 21-минутния епизод „Човекът от Холивуд“ думата „fuck“ и нейните вариации се произнасят 193 пъти.
- Филмът първоначално се нарича „Пет стаи“, но режисьорът Ричард Линклейтър напуска проекта.
- В епизода „Човекът от Холивуд“, след като Тед се връща в бара, за да изслуша предложението на Честър Ръш, има барска чаша Big Kahuna Burger (измислена хавайска верига за бързо хранене, спомената в много от филмите на Тарантино).
- Карикатурата, която децата гледат в „Неправилното поведение“, е същата карикатура, която Ричи Геко е гледал в „От здрач до зори“, режисиран от Робърт Родригес.
- Видеоиграта на Бети и нейните приятели в „Човекът от Холивуд“ е Rambo III (издание от 1989 г.) за Sega Genesis, но в някои сцени те играят Rambo за Nintendo Entertainment System.
- Мадона е толкова недоволна от това как изглежда в епизода „Липсващата съставка“, че категорично отказва да участва в промоциите на филма, въпреки факта че това е предвидено в договора ѝ. Ето защо Мадона има червена коса на плакатите и корицата на диска – с тях (за разлика от платиновата блондинка във филма) тя се хареса.
- В епизода „Човекът от Холивуд“ Честър Ръш моли Тед за „една минута“ за убеждаване. В действителност монологът на Ръш продължава една минута и двадесет и осем секунди екранно време.